# Prospero Fontana

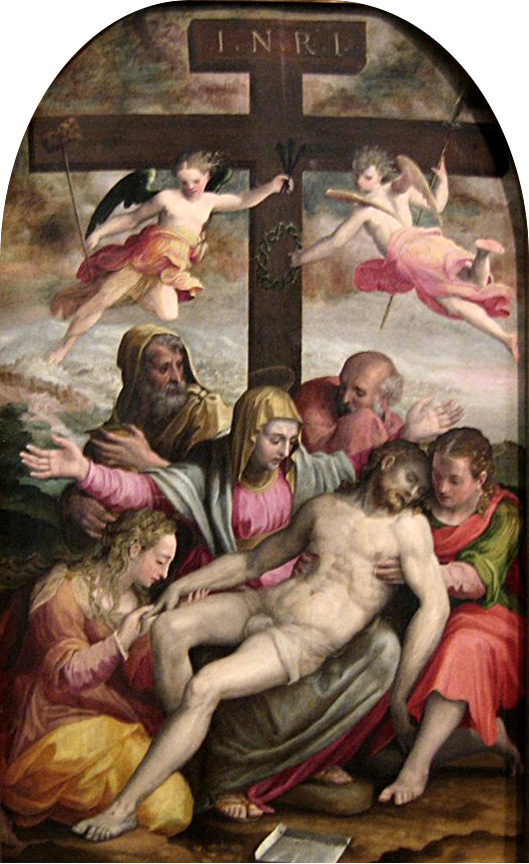
Prospero Fontana, Zdjęcie z krzyża (1563)

Prospero Fontana (ur. 1512 w Bolonii, zm. w 1597 w Rzymie) – włoski malarz i rysownik okresu manieryzmu.
Był uczniem Innocenza da Imola. Pracował na dworze papieża Juliusza III. Współpracował z Giogrio Vasarim we Florencji (freski w Palazzo Vecchio) i Taddeo Zuccaro w Rzymie (Villa Giulia). Krótko działał w Fontainebleau i Genui, w końcu osiadł w Bolonii, gdzie jego uczniami byli m.in. Ludovico Carracci, Annibale Carracci i Agostino Carracci. Do jego uczniów lub współpracowników należeli również: Lorenzo Sabbatini, Orazio Sammachini i Bartolomeo Passarotti.
Malował głównie obrazy religijne oraz portrety. W jego twórczości widać wpływ Michała Anioła.
Jego córka Lavinia Fontana była malarką religijną.

## Dzieła
- Opłakiwanie Chrystusa z adoratorami - Berlin, Gemaeldegalerie
- Pietà – Valenciennes, Musée des Beaux-Arts
- Pokłon pasterzy – Modena, Galleria e Museo Estense
- Pokłon Trzech Króli – Bolonia, Pinacoteca Nazionale
- Poklon Trzech Króli (1548-50) – Berlin, Gemaeldegalerie
- Portret kardynała – Pasadena, Norton Simon Museum
- Portret Lavinii Fontany lub Autoportret artysty (ok. 1595) – Florencja, Uffizi
- Święta Rodzina – Rzym, Galleria Borghese
- Święta Rodzina ze św. Cecylią i innymi świętymi – Drezno, Gemaeldegalerie
- Święta Rodzina ze św. Hieronimem i małym św. Janem Chrzcicielem (1552-55) – Melbourne, National Gallery of Victoria
- Tronująca Madonna z Dzieciątkiem i świętymi - Berlin, Gemaeldegalerie
- Zdjęcie z krzyża – Sydney, Art Gallery of New South Wales
- Złożenie do grobu – Bolonia, Pinacoteca Nazionale